# Áno Vrondoú
Áno Vrondoú, en grec moderne : Άνω Βροντού, est un village et un ancien dème du district régional de Serrès, en Macédoine-Centrale, Grèce. Depuis 2010, il est fusionné au sein du dème de Serrès.
Selon le recensement de 2011, la population du dème et celle du village s'élève à 199 habitants.